# Hoffer György
Hoffer György (1956) magyar énekes.

## Zenei pályája
1981-ben az Óceán együttes énekese, majd 1987-től a Zoltán Erikát kísérő Erotic együttes billentyűs-énekese volt.
Mindkét Interpop fesztiválon fellépett. Az 1986-oson Jade néven adta elő a Vitorlás hajó, majd 1988-ban Gyuri művésznéven a Se veled, se nélküled című szerzeményt. Ez utóbbi dalt a 90-es években számos előadó (Dupla Kávé, Galambos Lajos , Balázs Pali, Karda Beáta, Mary Zsuzsi) feldolgozta, a mulatós műfaj, ezáltal a szórakozóhelyek, rendezvények kedvelt dala lett.
2001-ben három dallal szerepelt Dobos Attila szerzői kiadású albumán.
2012-ben indult a Voice c. tehetségkutató versenyen, de nem jutott tovább. Manapság a 2011-ben alakult Old School Rock zenekarban énekel.

## Diszkográfia
- 1986 Vitorlás hajó (SPS 70756 kislemez)
- 1988 Se veled, se nélküled (Interpop fesztivál ’88 c. nagylemez)
- 2001 Dobos Attila szerzeményei - Régi és új slágerek (dupla CD és kazetta)